# Gyeongsan
Gyeongsan (kor. 경산시) – miasto w Korei Południowej, w prowincji Gyeongsang Północny. W 2002 liczyło 221 196 mieszkańców.